# Wincenty z Saragossy
Wincenty z Saragossy (cs. священномученик Викентий; ur. w Huesce, zm. 22 stycznia 304 w Walencji  ) – diakon w Saragossie, męczennik, święty Kościoła katolickiego i prawosławnego.

## Żywot
Urodził się w rzymskim mieście Huesca (w dzisiejszej Hiszpanii). Biskup Augustopola (ob. Saragossa) wyświęcił go na diakona i powierzył administrację dóbr diecezji oraz troskę o ubogich. Wincenty zginął w czasie prześladowań za panowania cesarza Dioklecjana .

## Kult świętego
Jego imieniem nazwano m.in. jedną z Wysp Zielonego Przylądka, odkrytą 22 stycznia 1462, a także Przylądek Świętego Wincentego w Portugalii. Również jego imieniem poświęcony został największy kościół w Szwajcarii - Berner Münster w Bernie.
Wspomnienie liturgiczne w Kościele katolickim obchodzone jest 22 stycznia. Prawosławni wspominają świętego 11/24 listopada, tj. 24 listopada według kalendarza gregoriańskiego.
Jest patronem Lizbony, Walencji, winiarzy i sprzedawców win oraz leśników, drwali i rolników.